# Joseph Lucas (Dombaumeister)
Joseph Heinrich August Lucas (* 1850 in Roermond; † 20. April 1894 in Mainz) war ein niederländischer Architekt der Neugotik. Er war vor allem im Kirchenbau tätig und von 1879 bis zu seinem Tod Dombaumeister im Bistum Mainz.

## Leben
Joseph H. A. Lucas wurde 1850 im niederländischen Roermond geboren. Ab 1879 war er als Diözesanbaumeister in Mainz tätig und entwarf in dieser Funktion Baupläne für mehrere neugotische Kirchenneubauten, die als verhältnismäßig günstig und zweckorientiert galten. Am 20. April 1894 verstarb Lucas an den Folgen eines Schlaganfalls.

## Bauten und Entwürfe

### Kirchenbauten
| Jahr      | Bild | Objekt            | Ort                   | Bundesland      | Anmerkungen                                                  | Ref.   |
| --------- | ---- | ----------------- | --------------------- | --------------- | ------------------------------------------------------------ | ------ |
| 1876      |      | Mariä Geburt      | Selzen                | Rheinland-Pfalz |                                                              | [ 5 ]  |
| 1878–1879 |      | St. Markus        | Mühlheim am Main      | Hessen          | nur Langhaus errichtet                                       | [ 6 ]  |
| 1879–1880 |      | St. Joseph        | Butzbach              | Hessen          |                                                              | [ 7 ]  |
| 1879–1881 |      | St. Martin        | Ober-Olm              | Rheinland-Pfalz | nur Langhaus errichtet, in Zusammenarbeit mit Pierre Cuypers | [ 5 ]  |
| 1880      |      | St. Cyriakus      | Worms-Neuhausen       | Rheinland-Pfalz | in Zusammenarbeit mit Pierre Cuypers errichtet               | [ 8 ]  |
| 1880–1882 |      | Mariä Himmelfahrt | Friedberg             | Hessen          |                                                              | [ 7 ]  |
| 1883–1884 |      | St. Josef         | Ober-Hilbersheim      | Rheinland-Pfalz |                                                              | [ 5 ]  |
| 1888–1889 |      | St. Margareta     | Eppstein-Bremthal     | Hessen          |                                                              | [ 9 ]  |
| 1889–1891 |      | Maria Oberndorf   | Bodenheim             | Rheinland-Pfalz |                                                              | [ 5 ]  |
| 1890–1892 |      | St. Joseph        | Mainz-Neustadt        | Rheinland-Pfalz | 1945 durch Bombenangriffe zerstört                           | [ 3 ]  |
| 1891–1892 |      | St. Michael       | Bad Dürkheim-Leistadt | Rheinland-Pfalz |                                                              | [ 10 ] |
| 1892      |      | Sarolta-Kapelle   | Fränkisch-Crumbach    | Hessen          | als Mausoleum errichtet                                      | [ 11 ] |
| 1892–1893 |      | Liebfrauenkirche  | Langen                | Hessen          |                                                              | [ 12 ] |
| 1893–1894 |      | St. Joseph        | Seibersbach           | Rheinland-Pfalz |                                                              | [ 13 ] |
| 1895–1897 |      | Herz Jesu         | Schlangenbad          | Hessen          |                                                              | [ 14 ] |

### Profanbauten
- Wohn- & Geschäftshaus in der Heidelbergerfaßgasse 15, Mainz (1876)[15]
- Alte Schule in Rodgau-Nieder-Roden (1880)[16]